# ريإنت للإستثمارات
ريإنت للإستثمارات هي أداة استثمارية مقرها لوكسمبورغ تم فصلها من شركة السلع الفاخرة السويسرية ريتشمونت في 20 أكتوبر 2008.  تم إدراجها في بورصة لوكسمبورغ (LuxSE) ، وفي عام 2020 هي ثالث أكبر عنصر في مؤشر لوكس أكس .

## روابط خارجية
- الموقع الرسمي لشركة Reinet Investments